# Анисимово (Алтайский край)
Анисимово — село в Тальменском районе Алтайского края. Административный центр Анисимовского сельсовета.

## История
Основано в 1920 г. В 1928 году состояло из 784 хозяйств, основное население — русские. В административном отношении являлось центром Анисимовского сельсовета Тальменского района Барнаульского округа Сибирского края.

## Население
| 1926  | 1997  | 1998  | 1999  | 2000  | 2001  |
| ----- | ----- | ----- | ----- | ----- | ----- |
| 3993  | ↘1856 | ↘1770 | ↗1783 | ↗1792 | ↗1809 |
| 2002  | 2003  | 2004  | 2005  | 2006  | 2007  |
| ↘1715 | ↘1530 | ↗1762 | ↘1713 | ↘1706 | ↗1770 |
| 2008  | 2009  | 2010  | 2011  | 2012  | 2013  |
| ↘1704 | ↘1584 | ↘1276 | ↗1283 | ↘1236 | ↘1229 |

Национальный состав
Согласно результатам переписи 2002 года, в национальной структуре населения русские составляли 89 %.